# 利索瓦利西伊夫卡
49°21′53″N 28°36′41″E / 49.36472°N 28.61139°E
利索瓦利西伊夫卡（烏克蘭語：Лісова Лисіївка），是烏克蘭的村落，位於該國西南部文尼察州，由赫米利尼克區負責管轄，始建於1710年，面積3.67平方公里，海拔高度244米，2001年人口1,416，人口密度每平方公里385.83人。